# Kattis Ahlström
Katarina Sofie Ahlström (n. Annedal, Gotemburgo, 9 de junio de 1966) es una presentadora de televisión, locutora de radio, editora, musicóloga y activista sueca.

## Biografía
Nacida en el municipio de Annedal de la ciudad sueca de Gotemburgo en el año 1966, ella es hermana de la periodista y escritora, Gabriella Ahlström, pasaron toda su infancia en la ciudad de Lund.
Desde su niñez, tenía decidido que quería dedicar su futuro a ser música de formación clásica, la cual comenzó a tocar el violonchelo y el piano y cuando fue a la universidad se licenció en musicología, pero tras sufrir una grave lesión en el brazo se vio obligada a cambiar de carrera.
Tras no poder dedicarse a la música, entró en el mundo de los medios de comunicación, donde se tuvo que trasladar hacia Estocolmo en el año 1992 para trabajar como presentadora en el programa de jóvenes 7-9 del canal Sveriges Television. En el año 1994, presentó Melodifestivalen, donde se decide el representante de Suecia en el Festival de la Canción de Eurovisión, un año más tarde en 1995 entró presentando una sección en un programa de radio llamado Morgonpasset de Sveriges Radio P3, entre 1998 y 1999 presentó el programa de televisión La gran fiesta de la clase del canal TV3.
Tiempo más tarde, copresentó junto al sueco Anders Erik Lundin la XLV edición del Festival de la Canción de Eurovisión 2000, celebrado el día 13 de mayo en el recinto Globen Arena de la ciudad de Estocolmo.
Entre 2003 y 2005, presentó y dirigió un programa, TV-huset en la ZTV. En el verano de 2006, presentó el programa de radio Verano de Sveriges Radio P1. Entre los años 2009 y 2011 comenzó a trabajar como editora en el programa Kattis & Company del canal TV4 Plus.

## Activismo

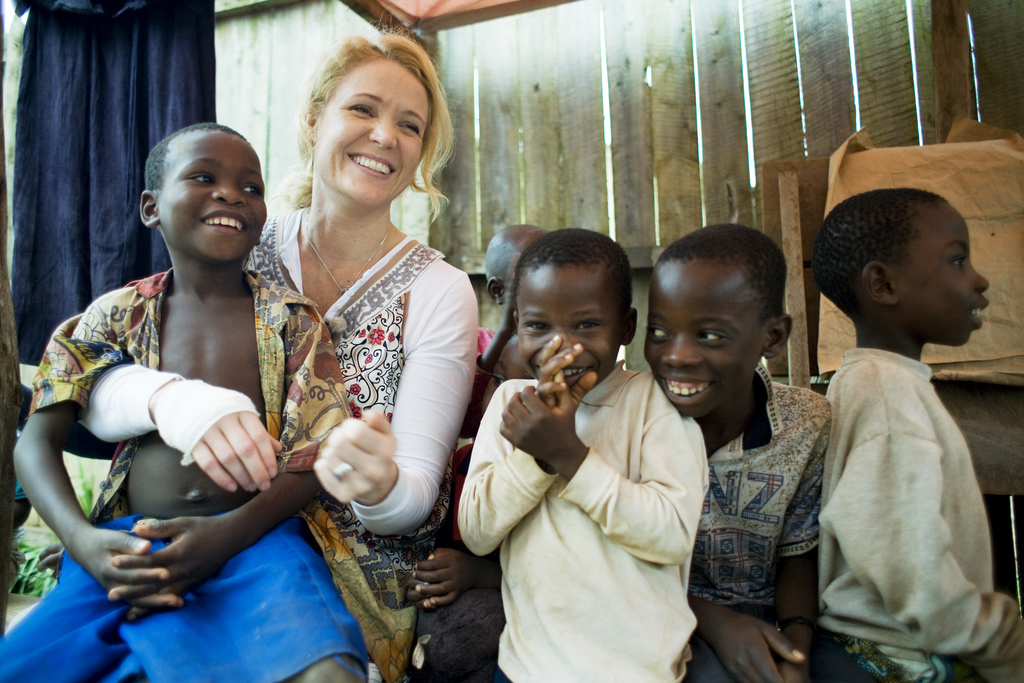
Kattis Ahlström junto a niños víctimas de la guerra durante un viaje de Unicef ala República Democrática del Congo en 2008.

Durante todos estos años, Kattis Ahlström, es una gran activista a favor de los países más necesitados.
Como presentadora, ha presentado numerosos eventos benéficos como en el año 1995, la gala sobre los países menos desarrollados de la Organización de las Naciones Unidas (ONU), en 1997, 2000, 2002 y 2003 el programa de recaudación de fondos Niños del Mundo, en 1998 la gala anual de Amnistía Internacional y en el 2005 organizó y presentó un programa para recaudar fondos destinados a ayudar a las víctimas del Terremoto del océano Índico de 2004 surgido en Tailandia.
Igualmente, también colabora activamente en organizaciones no gubernamentales como Fondo Pequeño bebé, Save the Children International y Unicef, con las que ha realizado numerosas actividades para los niños del tercer mundo y ha viajado a diferentes países para hacer labore humanitarias.
También pertenece en la Organización de las Naciones Unidas al Fondo de Población de las Naciones Unidas y actualmente es Secretaria General de la organización Derechos de los niños en la sociedad.